# Nikolai Alexandrowitsch Nowotelnow
Nikolai Alexandrowitsch Nowotelnow (russisch Николай Александрович Новотельнов; * 1. Dezemberjul. / 14. Dezember 1911greg. in Sankt Petersburg; † 30. Dezember 2006 ebenda) war ein sowjetischer Schachspieler.

## Leben
Nowotelnow machte als Schachspieler bei den Leningrader Wettbewerben in den 1930er Jahren auf sich aufmerksam. Ende 1933 gewann er eine Partie gegen Salo Flohr beim Simultanspiel, im April 1936 wurde er Fünfter hinter Pjotr Dubinin, Dmitri Rowner und weiteren Teilnehmern in einer der drei Gruppen beim All-Union Sawizki-Gedenkturnier für die Spieler der ersten Kategorie. Vor dem Krieg trug er den Titel eines Meisteranwärters. In der Leningrader Stadtmeisterschaft 1941 lag er mit 4½ Punkten aus 6 auf Platz 1, ehe das Turnier Ende Dezember abgebrochen werden musste. Danach leistete er Militärdienst und lebte mehrere Jahre in Grosny. Im Halbfinale der sowjetischen Meisterschaft 1945 in Baku teilte er sich den vierten Platz mit Witali Tschechower und erfüllte damit seine Meisternorm. Im Sommer 1947 holte er mit 11½ Punkten aus 13 den Sieg bei der russischen Meisterschaft in Kuibyschew und verwies Alexei Iwaschin und Raschid Neschmetdinow auf die Plätze 2 und 3. 
Im gleichen Jahr spielte er beim internationalen Tschigorin-Memorial in Moskau mit und kam mit 9 Punkten aus 15 (4½ aus 6 gegen ausländische Teilnehmer) in der Abschlusstabelle auf einen geteilten sechsten Platz. Seine Partie gegen Isaak Boleslawski wurde mit dem Preis für den Beitrag zur Eröffnungstheorie ausgezeichnet. Im Turnierbericht lobte Pjotr Romanowski Nowotelnow für seinen pointierten, für alle Spieler gefährlichen Stil. Aufgrund seiner Erfolge wurde Nowotelnow 1951 mit dem Titel eines Internationalen Meisters ausgezeichnet. 
1950 gewann er Turniere in Krasnodar und Tscheljabinsk. Im nächsten Jahr siegte er im Halbfinale der Meisterschaft der UdSSR in Baku, bei dem er Spieler wie Mark Taimanow, Ratmir Cholmow, Semjon Furman hinter sich lassen konnte. Im hochkarätig besetzten Finale, das im Winter 1951 in Moskau stattfand, musste er sich mit dem vorletzten Platz zufriedengeben. Vor diesem Turnier gewann er mit der russischen Auswahl die sowjetische Mannschaftsmeisterschaft 1951 in Tiflis. 1952 wurde er Dritter mit Spartak beim Mannschaftspokal der Sportvereinigungen der UdSSR in Odessa. In den 1960er Jahren zog er sich vom Turnierschach zurück. Mit seiner historischen Elo-Zahl von 2655 lag er 1948 auf Platz 20 der Weltrangliste. In der sowjetischen Rangliste (Stand: Januar 1950) belegte er den Platz 33.
Nowotelnow absolvierte ein Studium der Ökonomie. Er war als Schachlehrer und -funktionär tätig, so als Sekretär der Leningrader Schachsektion und Leiter der Schachsektion in Grosny. In den Zeitungen Leningradskaja Prawda und Na Strasche Rodiny redigierte er die Schachrubrik. Mit seinem Buch Na Gornoi Trope ist er auch als Dichter hervorgetreten.

## Endspielanalyse
|   | a | b | c | d | e | f | g | h |   |
| 8 |   |   |   |   |   |   |   |   | 8 |
| 7 |   |   |   |   |   |   |   |   | 7 |
| 6 |   |   |   |   |   |   |   |   | 6 |
| 5 |   |   |   |   |   |   |   |   | 5 |
| 4 |   |   |   |   |   |   |   |   | 4 |
| 3 |   |   |   |   |   |   |   |   | 3 |
| 2 |   |   |   |   |   |   |   |   | 2 |
| 1 |   |   |   |   |   |   |   |   | 1 |
|   | a | b | c | d | e | f | g | h |   |

Das Diagramm zeigt die Stellung aus der abgebrochenen Partie zwischen Anatoli Wolowitsch und Wladimir Ljawdanski im Match Moskau - Leningrad, 1968. Zu diesem Zeitpunkt stand es 39½:39½, der Hauptschiedsrichter Lew Polugajewski weigerte sich jedoch die Partie zu werten, da das Endspiel Dame und Bauer gegen Dame von den Theoretikern nicht hinreichend untersucht wurde. Es folgte ein reger Meinungsaustausch in der sowjetischen Fachpresse. Georgi Lissizyn meinte in 64, einen forcierten Gewinn für Schwarz gefunden zu haben. Ihm widersprach Nowotelnow mit einer detaillierten, allerdings nicht ganz korrekten Analyse, die in der englischen Übersetzung 1971 im British Chess Magazine abgedruckt wurde. Wadim Faibissowitsch griff das Thema auf, das Ganze wurde dann von Juri Awerbach in seinem Buch zusammengefasst. Nach einer Untersuchung von Ken Thompson (Computer Belle), die im vierten Band der Enzyklopädie der Schachendspiele im Jahr 1989 erschien, sollte die Partie mit einem Remis enden.

## Werke
- Nikolai Nowotelnow: Na gornoi trope: sbornik stichow. Tschetscheno-Inguschskoje knischnoje isd-wo, Grosny 1958. (russisch)
- Nikolai Nowotelnow: Snakomtes: schachmaty. 2. isdanije, Fiskultura i sport, Moskau 1981. (russisch)